# ريب عدي
ريب عدي (يُعرف أيضًا باسم ريب حده أو ريب حدى) كان ملك جبيل في منتصف القرن الرابع عشر قبل الميلاد. وهو كاتب حوالي ستين رسالة من رسائل العمارنة موجهة كلها إلى أخناتون. يبدو اسمه أكادياً من حيث الشكل وقد يكون مُشتق من اسم الإله السامي الشمالي الغربي حدد، على الرغم من أن رسائله تذكر فقط بعلة جبيل، "سيدة جبيل" (ربما اسم آخر لعشيرة).